# Plicisyrinx binicostata
Plicisyrinx binicostata é uma espécie de gastrópode do gênero Plicisyrinx, pertencente a família Pseudomelatomidae.